# Afryka Południowa

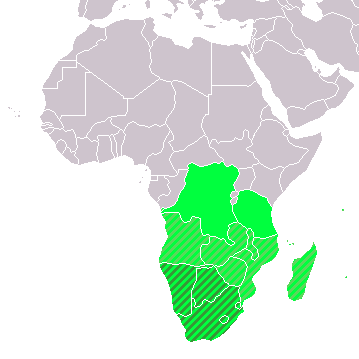
Państwa Afryki Południowej

Regionalizacja Afryki

Afryka Południowa – region Afryki obejmujący południową część kontynentu. Zwykle do państw Afryki Południowej zaliczane są:
- Angola
- Botswana
- Eswatini
- Komory
- Lesotho
- Madagaskar
- Majotta
- Malawi
- Mauritius
- Mozambik
- Namibia
- Republika Południowej Afryki
- Reunion
- Seszele
- Wyspy Rozproszone
- Zambia
- Zimbabwe.

## Religia
Struktura religijna w 2015 roku, według The Association of Religion Data Archives:
- protestanci – 33,6%:
  - zielonoświątkowcy – 10,9%,
  - anglikanie – 3,3%,
  - pozostali – 19,4% (w tym: metodyści, kalwini, baptyści, luteranie i inni),
- pozostali i nieokreśleni chrześcijanie – 19,3%,
- afrochrześcijanie – 16,3%,
- katolicy – 8,6%,
- tradycyjne religie plemienne – 7,5%,
- brak religii – 5,5%,
- muzułmanie – 1,5%,
- hinduiści – 1%,
- bahaiści – 0,5%,
- prawosławni – 0,4%,
- buddyści – 0,3%,
- żydzi – 0,1%,
- inne religie – 0,2%
- nieokreśleni – 5,5%.